# المالكوها ذات المنقار الأخضر
المالكوها ذات المنقار الأخضر (Phaenicophaeus tristis) هو نوع من طيور الوقواق غير الطفيلي يوجد في جميع أنحاء شبه القارة الهندية وجنوب شرق آسيا. تتميز هذه الطيور بلونها الأزرق المسود الشمعي وذيلها الطويل المتدرج الذي ينتهي بريش أبيض. المنقار بارز ومنحني. تعيش هذه الطيور في الشجيرات الجافة والغابات الرقيقة.

## الوصف
المالكوها ذات المنقار الأخضر يبلغ طولها حوالي 50-60 سم ويزن 100-128 جرام. غالباً ما يكون لها حافة بيضاء واضحة على البقعة الحمراء في الوجه، ويكون الوجه والعنق رماديين مملحين. الطائر البالغ من هذا النوع يكون رمادي داكن مع لمعان أخضر من الأعلى، وله أجنحة خضراء زيتية.

## التوزيع والموئل
موائل تكاثرها هي الغابات الأولية، والنمو الثانوي، والشجيرات الكثيفة، والأراضي المزروعة، ومزارع المطاط عبر جنوب آسيا من نيبال، والهند، وسريلانكا إلى جنوب شرق آسيا.
تعتمد في غذائها بشكل رئيسي على الحشرات، ولكنها معروفة أيضًا بصيد السحالي الصغيرة والثدييات الصغيرة. وتقوم أحيانًا بصيد الحشرات في الهواء مثل طائر الذباب.

## معرض الصور

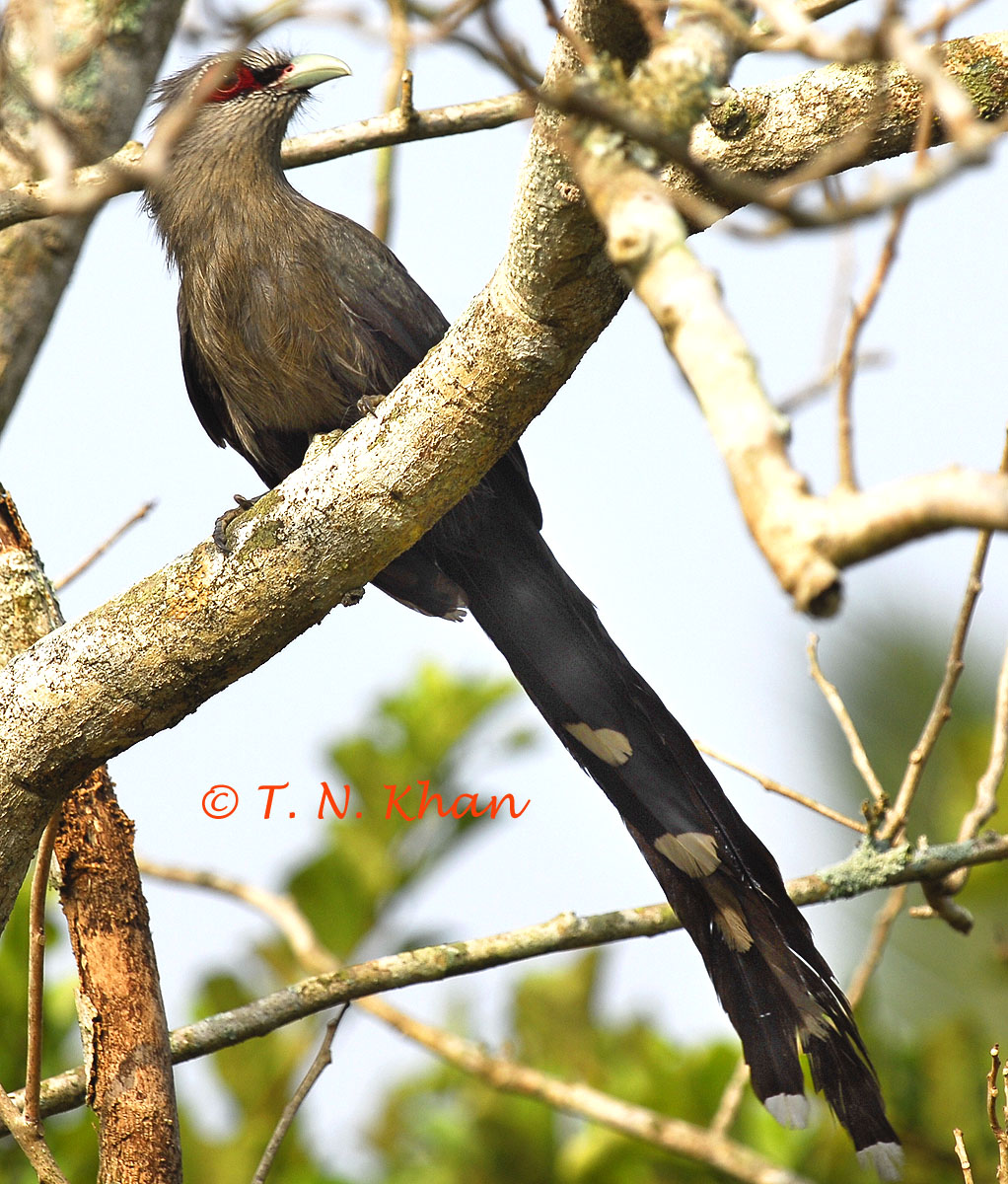
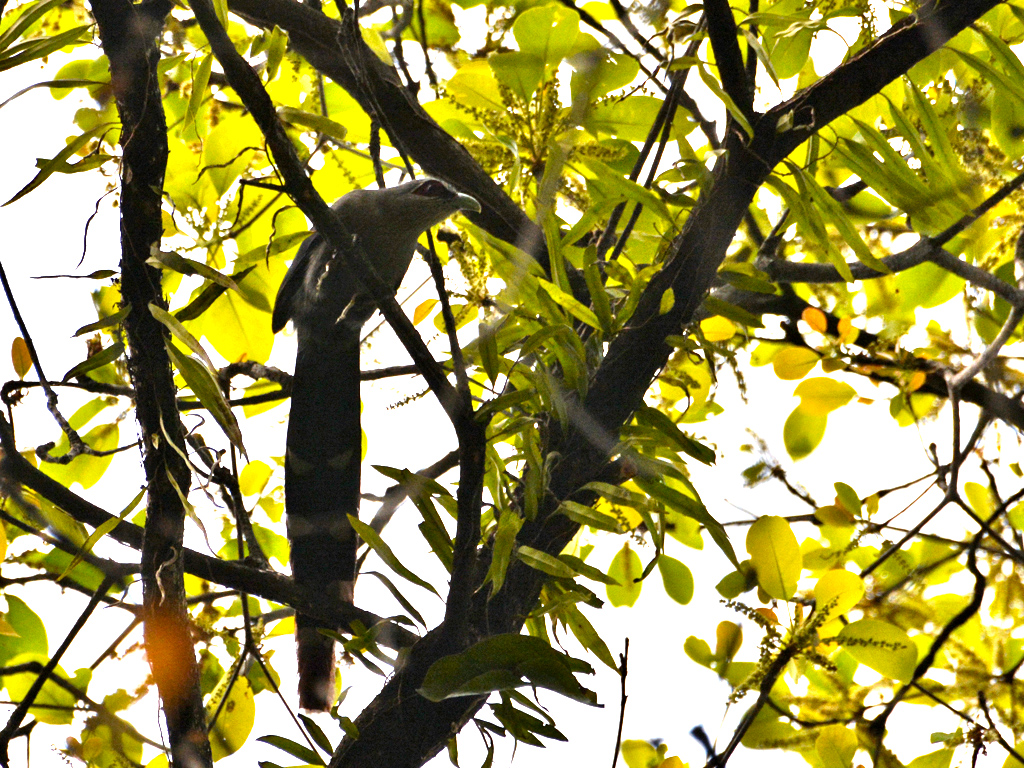
مالكوها كبيرة ذات المنقار الأخضر
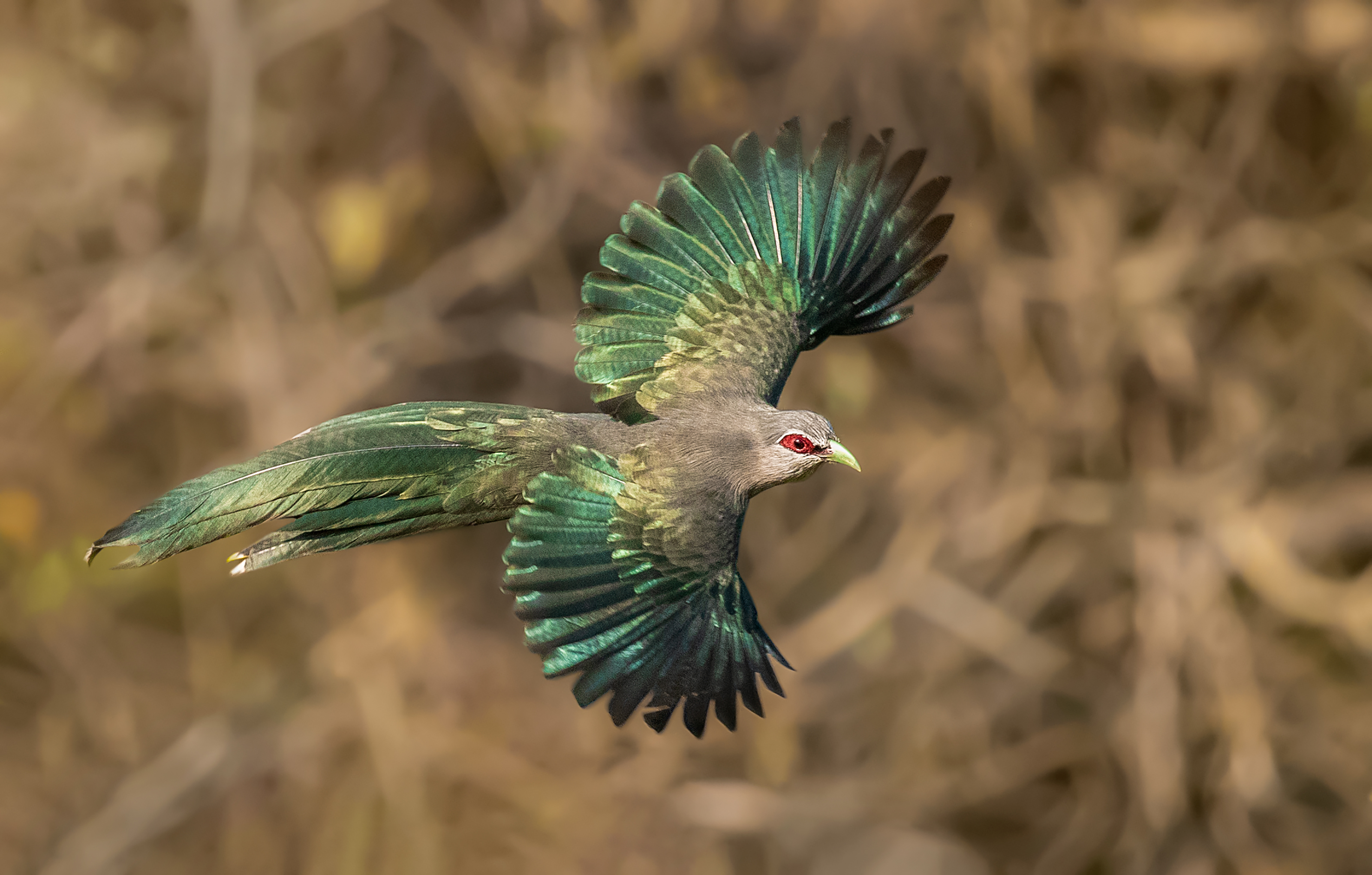
مالكوها ذات المنقار الأخضر في بنغلاديش
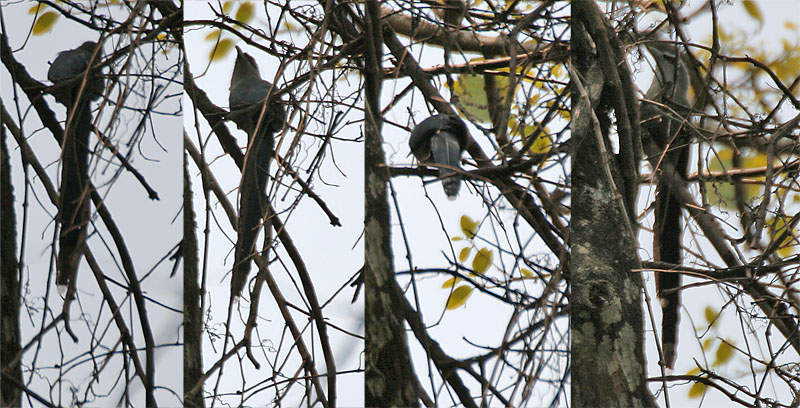
في جيانتي في محمية بوكا للنمور في منطقة جالبايغوري في البنغال الغربية، الهند
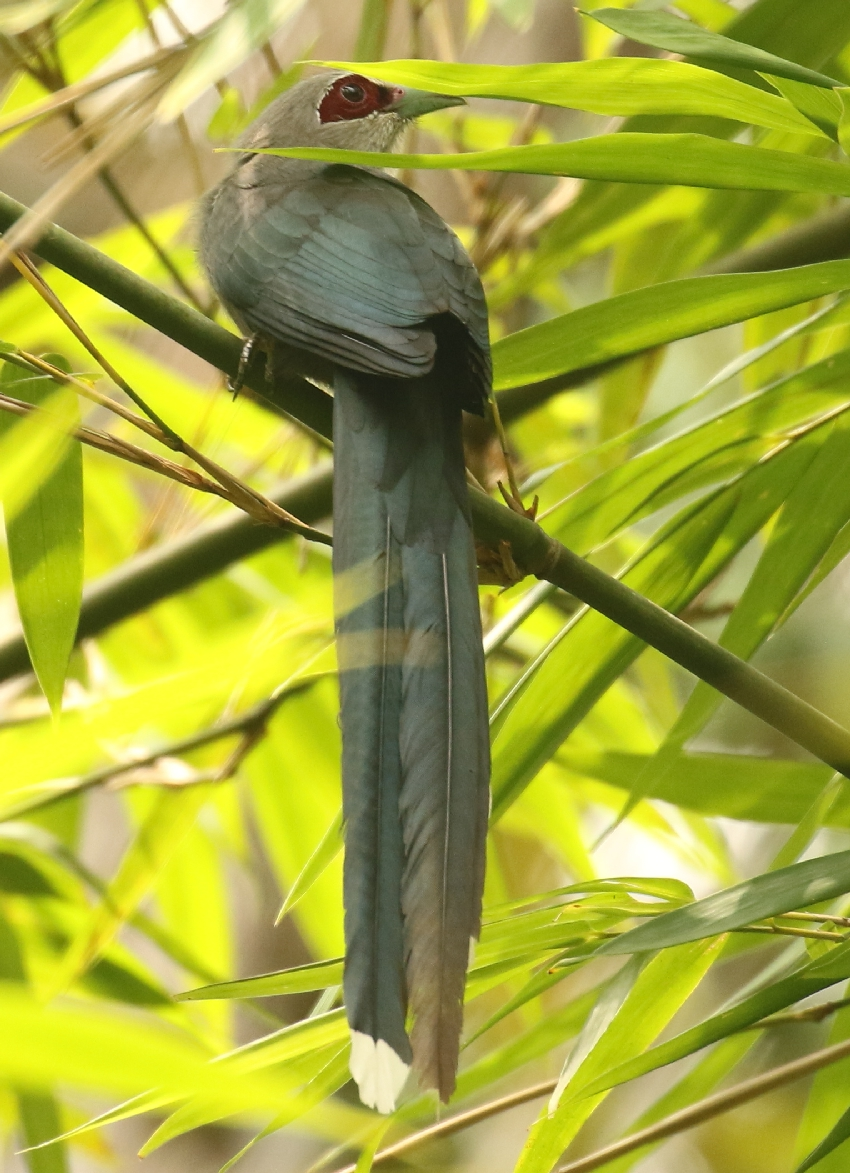
منتزه كاينج كراشان الوطني - تايلاند
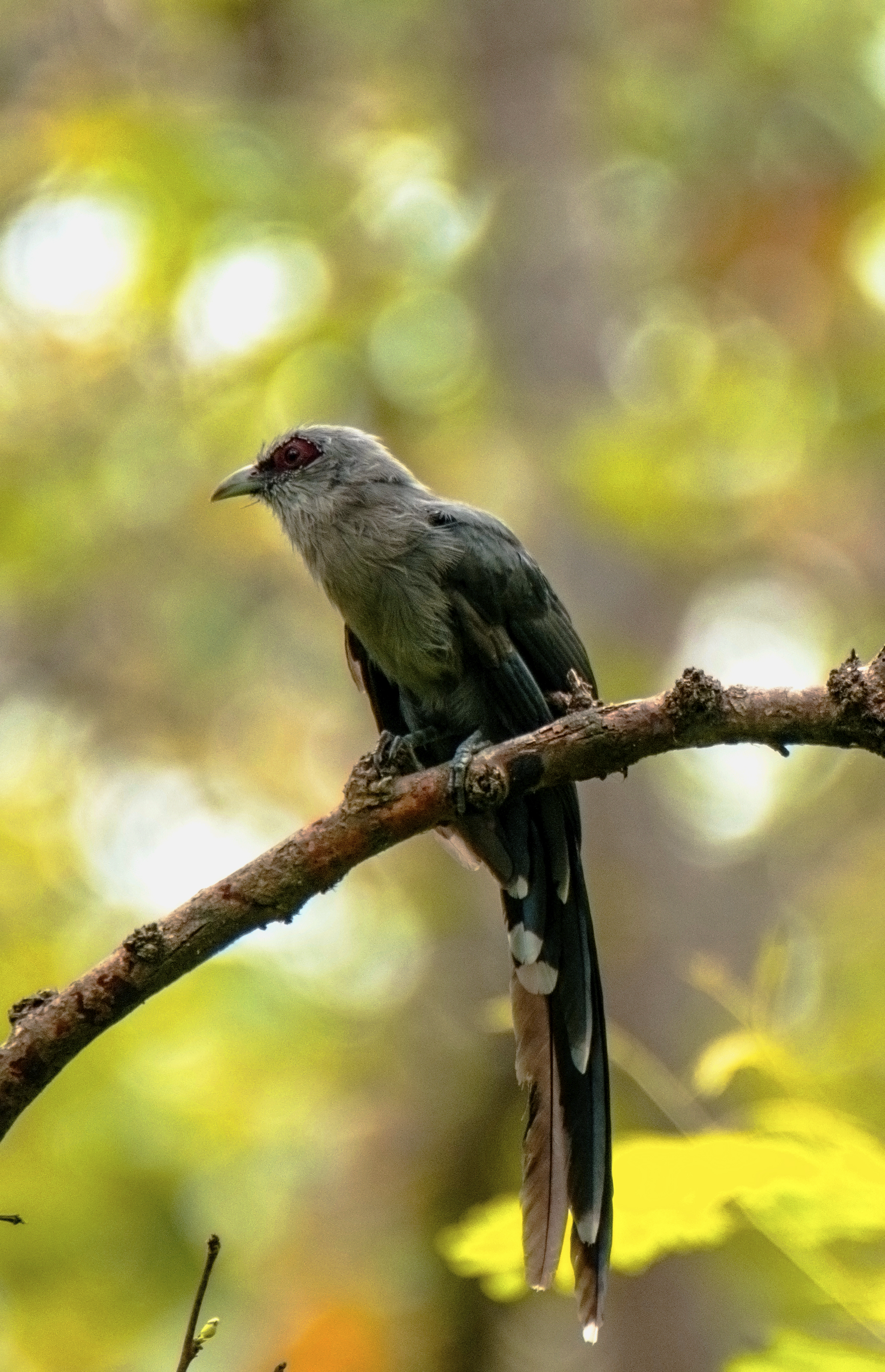

- فريزرز هيل، ماليزيا، سبتمبر 1997
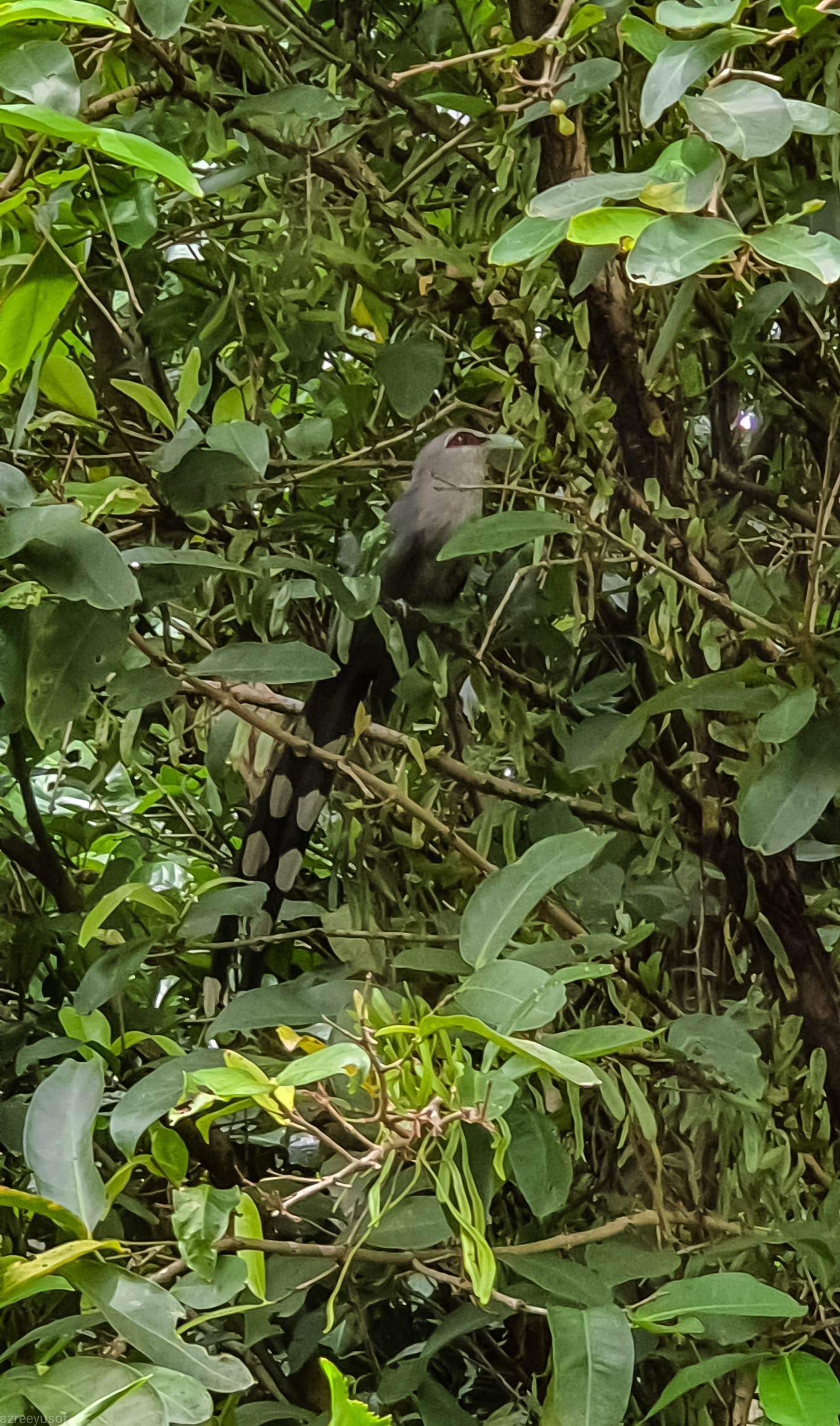
بندر بارو بانجي، سلاغور، ماليزيا